# Стельмашенко, Михаил Авксентьевич
Михаи́л Авксе́нтьевич Стельмаше́нко (1864, село Межиречи, Российская империя — ноябрь 1925, Париж, Франция) — русский православный священнослужитель, педагог.

## Биография
Михаил Стельмашенко родился в селе Межиречи Черкасского уезда Киевской губернии в украинской крестьянской семье. Образование получал в Духовном училище и в Киевской Духовной семинарии, окончил которую в июне 1887 года. По окончании семинарии преподавал в церковно-приходских школах в Черкасском и Каневском уездах Киевской губернии. В 1890 году был рукоположен во иереи и назначен на служение в церкви села Грузького Киевского уезда. С 1893 года являлся миссионером 2-го округа Киевского уезда, в 1897 году служил в селе Леськи Черкасского уезда, а затем был назначен законоучителем Лесковской гимназии. В 1900 году Стельмашенко переехал в Киев, где стал настоятелем домовой церкви и законоучителем Мариинского женского приюта. В этом же году был зачислен как вольнослушатель в Университет святого Владимира на историко-филологический факультет. В 1902 году получил золотую медаль от факультета за сочинение «Петр Скарга» и был зачислен в действительные студенты. 20 сентября того же года получил должность настоятеля домовой церкви Дягтеревской богадельни. Стельмашенко окончил университет в 1904 году по историческому отделу, и был оставлен в качестве профессорского стипендиата на кафедре всеобщей истории. Кроме того, Стельмашенко экстерном в два года окончил Киевскую Духовную академию, получив в 1906 году степень кандидата богословии с правом защиты магистерской диссертации без новых устных испытаний.
В 1907 году Стельмашенко основал в Киеве частную мужскую гимназию и стал её директором. В 1910 году для гимназии было построено новое пятиэтажное здание в Рыльском переулке. Воспитание в гимназии строилось в монархическом, православном духе. Стельмашенко прославился также как организатор и пропагандист сети гимназического туризма, суть которой состояла в том, что здания гимназий летом переоборудовались в бесплатные гостиницы, и гимназисты могли путешествовать по городам, посещать экскурсии, проводимые преподавателями. Кроме того, отец Михаил с 1909 года возглавлял Комиссию Киевского учебного округа по цензуре кинофильмов. Также он состоял в Епархиальном училищном совете, являлся редактором журнала «Проблески».
В 1914 году был награждён золотым наперсным крестом, кроме того был награждён орденом св. Анны 3-й степени. 2 июня 1916 года был возведен в сан протоиерея.
В 1909 году Стельмашенко вступил в Киевский клуб русских националистов, неполитическую организацию, отстаивающую интересы русского народа (до революции подразделявшегося на белорусов, великороссов и малороссов), участвовал в деятельности Клуба, выступал на собраниях.
После революции (в 1919 году) эмигрировал в Чехословакию через Константинополь. Осенью 1921 года участвовал в Карловарском Съезде духовенства, где изъявил несогласие с проектом Обращения о восстановлении в России династии Романовых. С 1922 по 1926 год являлся настоятелем русской церкви в Праге, находясь в юрисдикции митрополита Евлогия (Георгиевского), затем некоторое время служил в Христово-Рождественской церкви во Флоренции. Будучи назначен настоятелем храма в Тегеле под Берлином, он умер на пути в Берлин, остановившись в Париже у митрополита Евлогия.

## Сочинения
- Политическая деятельность Петра Скарги. Киев, 1902.
- Внутренний быт Польши по свидетельству современников. Киев, 1905.
- История Рима. Сокращенный курс лекций. Киев, 1906.
- О необходимости развития любви к родине в учащихся низших и средних учебных заведений. Доклад. Киев, 1909.
- Следы восточного христианства в Польше. Киев, 1909.
- Правда о русских евреях (по научно-историческим данным). 1904—11. Изд. 2-е. Киев, 1911.
- Об отношении России к балканским народам в прошлом. Киев, 1912.
- Карманный путеводитель по Киеву. Киев, 1913.
- Киев, его святыни и достопримечательности. Илл. путеводитель для паломников. Киев, 1914.
- Спасайте народ. Речь в собрании Киевского Св.-Владимирского братства. Киев, 1914.